# Liste der griechischen Basketballnationalspieler
Die folgende Auflistung enthält alle Spieler der griechischen Basketballnationalmannschaft.
Bläulich unterlegte Spieler sind derzeit für die Nationalmannschaft aktiv. Die Statistiken der momentan im Kader befindlichen Spieler sind auf dem Stand des 20. Januar 2017.

## Alphabetische Auflistung
| Inhaltsverzeichnis A B C D E F G H I J K L M N O P Q R S T U V W X Y Z |

Abkürzungen:

C = Center, F = Forward, G = Guard

### A
| Name                    | Position | Geburtsdatum      | Zeitraum  | Spiele |
| ----------------------- | -------- | ----------------- | --------- | ------ |
| Georgios Agiasotelis    | C        | 1. September 1961 | 1984–1985 | 12     |
| Dimitrios Agravanis     | F        | 20. Dezember 1994 | seit 2016 | 9      |
| Evangelos Alexandris    | G        | 2. Februar 1951   | 1970–1983 | 73     |
| Konstantinos Alexandris | C        | 25. November 1961 | 1987      | 4      |
| Nikitas Alimprantis     | ?        | ?                 | 1959–1962 | 8      |
| Fragiskos Alvertis      | F        | 11. Juli 1974     | 1993–2004 | 154    |
| Theocharis Amarantidis  | ?        | ?                 | 1936      | 1      |
| Giorgos Amerikanos      | ?        | ?                 | 1960–1969 | 68     |
| Dionisis Ananiadis      | ?        | ?                 | 1972–1975 | 7      |
| Dimitrios Andreadis     | ?        | ?                 | 1966      | 2      |
| Liveris Andritsos       | F        | 31. Dezember 1959 | 1978–1991 | 180    |
| Konstantinos Angelidis  | C        | 5. April 1969     | 1988–1998 | 81     |
| Alkis Angelou           | ?        | ?                 | 1936–1940 | 2      |
| Giannis Antetokounmpo   | G / F    | 6. Dezember 1994  | seit 2014 | 36     |
| Thanasis Antetokounmpo  | F        | 18. Juli 1992     | seit 2016 | 6      |
| Alexandros Apostolidis  | ?        | ?                 | 1946–1951 | 15     |
| Sokratis Apostolidis    | ?        | ?                 | 1949      | 8      |
| Stelios Arvanitidis     | ?        | ?                 | 1947–1952 | 30     |
| Antonis Asimakopoulos   | F        | 24. Juli 1976     | 2001      | 5      |
| Theodoros Asteriadis    | ?        | 24. Mai 1972      | 1993      | 5      |
| Ioannis Athinaiou       | G        | 27. Mai 1988      | seit 2014 | 10     |
| Dimitrios Avdalas       | ?        | 8. Februar 1971   | 1993      | 6      |

### B
| Name                     | Position | Geburtsdatum       | Zeitraum  | Spiele |
| ------------------------ | -------- | ------------------ | --------- | ------ |
| Nikolaos Babanikolos     | ?        | ?                  | 1956–1957 | 6      |
| Filippos Bachomis        | ?        | ?                  | 1936      | 1      |
| Efthimios Bakatsias      | G        | 14. Januar 1968    | 1988–1997 | 83     |
| Alexis Bakopoulos        | ?        | 29. November 1963  | 1981–1982 | 2      |
| Georgios Balogiannis     | G        | 17. Januar 1971    | 1993–1999 | 31     |
| Georgios Barlas          | ?        | ?                  | 1964–1971 | 91     |
| Nikolaos Barlos          | ?        | 12. Juli 1979      | 2005      | 5      |
| Efstratios Bazios        | ?        | ?                  | 1963–1969 | 8      |
| Angelos Bernekos         | ?        | ?                  | 1967      | 5      |
| Eleftherios Bochoridis   | G        | 18. April 1994     | seit 2013 | 1      |
| Konstantinos Bogatziotis | ?        | 13. September 1948 | 1970–1972 | 11     |
| Georgios Bogris          | C        | 19. Februar 1989   | seit 2013 | 3      |
| Georgios Bosganas        | G        | 20. Mai 1968       | 1993      | 7      |
| Nikolaos Boudouris       | G        | 25. September 1971 | 1991–2000 | 102    |
| Nikolaos Bournelos       | ?        | ?                  | 1949      | 1      |
| Ioannis Bourousis        | C        | 17. November 1983  | seit 2005 | 121    |
| Ioannis Bousios          | ?        | ?                  | 1961–1965 | 10     |
| Stergios Bousvaros       | ?        | ?                  | 1961–1964 | 10     |
| Michael Bramos           | G        | 27. Mai 1987       | seit 2011 | 48     |

### C
| Name                       | Position | Geburtsdatum       | Zeitraum  | Spiele |
| -------------------------- | -------- | ------------------ | --------- | ------ |
| Nick Calathes              | G        | 7. Februar 1989    | seit 2009 | 64     |
| Pat Calathes               | F        | 12. Dezember 1985  | 2011      | 4      |
| Andreas Chaikalis          | ?        | ?                  | 1965–1970 | 49     |
| Nikolaos Chalas            | ?        | ?                  | 1959–1961 | 5      |
| Konstantinos Charalampidis | G        | 4. April 1976      | 2011      | 3      |
| Christos Charisis          | G        | 9. Juli 1975       | 2000–2004 | 26     |
| Konstantinos Charisis      | C        | 12. November 1979  | 2002      | 3      |
| Anastasios Charismidis     | ?        | 7. Juni 1981       | 2005      | 5      |
| Dimitrios Charitopoulos    | F        | 14. November 1983  | 2005      | 5      |
| Eleftherios Chatzidakis    | ?        | ?                  | 1940      | 1      |
| Nikolaos Chatzis           | G        | 3. Juni 1976       | 1996–2004 | 26     |
| Nikolaos Chatzivrettas     | G        | 26. Mai 1977       | 2000–2007 | 116    |
| Themis Cholevas            | ?        | ?                  | 1951–1955 | 23     |
| Aris Cholopoulos           | ?        | 26. Mai 1971       | 1988–1993 | 12     |
| Efstratios Chouseas        | ?        | ?                  | 1966      | 1      |
| Georgios Chrisanthopoulos  | ?        | 24. September 1973 | 1997      | 4      |
| Antonios Christeas         | ?        | 1. Februar 1937    | 1956–1964 | 30     |
| Alexis Christodoulou       | ?        | 4. Juli 1964       | 1986      | 6      |
| Christos Christodoulou     | ?        | 13. August 1961    | 1986      | 12     |
| Theofanis Christodoulou    | F        | 22. Mai 1965       | 1983–1997 | 219    |
| Athanasios Christoforou    | F        | 1946               | 1969–1972 | 43     |
| Takis Christoforou         | ?        | ?                  | 1951      | 2      |

### D
| Name                        | Position | Geburtsdatum     | Zeitraum  | Spiele |
| --------------------------- | -------- | ---------------- | --------- | ------ |
| Apostolos Dakos             | ?        | 31. Mai 1975     | 1997      | 3      |
| Nikolaos Darivas            | ?        | ?                | 1975–1978 | 4      |
| Georgios Dedas              | ?        | 27. Januar 1980  | 2005      | 5      |
| Gerasimos Dendrinos         | ?        | 27. Mai 1950     | 1977–1978 | 7      |
| Pavlos Diakoulas            | ?        | ?                | 1974–1977 | 30     |
| Dimitrios Diamantidis       | G        | 6. Mai 1980      | 2001–2010 | 124    |
| Georgios Diamantopoulos     | F        | 15. Februar 1980 | 2000–2003 | 16     |
| Konstantinos Diamantopoulos | ?        | ?                | 1966–1974 | 62     |
| Dimosthenis Dikoudis        | F        | 24. Juni 1977    | 1999–2007 | 114    |
| Marios Dimadis              | ?        | ?                | 1940      | 1      |
| Dimitrios Dimakopoulos      | ?        | 28. Januar 1966  | 1982–1986 | 17     |
| Dimitrios Dimitriadis       | ?        | ?                | 1940      | 1      |
| Petros Dimitropoulos        | ?        | ?                | 1947–1950 | 2      |
| Periklis Dorkofikis         | ?        | 30. August 1980  | 2001–2002 | 5      |
| Tyler Dorsey                | G        | 18. Februar 1996 | seit 2016 | 3      |

### E
| Name                   | Position | Geburtsdatum    | Zeitraum  | Spiele |
| ---------------------- | -------- | --------------- | --------- | ------ |
| Sotirios Eleftheriadis | ?        | ?               | 1940      | 1      |
| Stavros Elliniadis     | G        | 26. August 1966 | 1985–1987 | 16     |
| Vasilios Eftaxias      | ?        | ?               | 1955      | 4      |
| Charis Evangelinos     | ?        | ?               | 1940      | 1      |

### F
| Name                 | Position | Geburtsdatum      | Zeitraum  | Spiele |
| -------------------- | -------- | ----------------- | --------- | ------ |
| Alexis Falekas       | ?        | 1. August 1976    | 2001      | 6      |
| Panagiotis Fasoulas  | C        | 12. Mai 1963      | 1981–1998 | 244    |
| Nikolaos Fasouras    | ?        | 7. Januar 1968    | 1988–1991 | 9      |
| Georgios Filippakos  | ?        | ?                 | 1960      | 1      |
| Efthimios Filippou   | ?        | ?                 | 1959      | 1      |
| Nikolaos Filippou    | ?        | 15. Juli 1961     | 1981–1989 | 122    |
| Dimitrios Fosses     | ?        | 14. November 1952 | 1972–1978 | 55     |
| Dimitrios Fotopoulos | ?        | ?                 | 1940      | 1      |
| Antonios Fotsis      | F        | 1. April 1981     | seit 1999 | 189    |

### G
| Name                     | Position | Geburtsdatum      | Zeitraum  | Spiele |
| ------------------------ | -------- | ----------------- | --------- | ------ |
| Konstantinos Gagaoudakis | ?        | 11. Oktober 1972  | 1991      | 1      |
| Athanasios Galakteros    | F        | 15. Juni 1969     | 1988–1994 | 73     |
| John Galaris             | ?        | ?                 | 1968      | 4      |
| Nikos Galis              | G        | 23. Juli 1957     | 1980–1991 | 168    |
| Makis Garoufalidis       | ?        | ?                 | 1946      | 1      |
| Georgios Gasparis        | G        | 31. Mai 1965      | 1988–1991 | 21     |
| Minas Gekos              | ?        | 7. November 1959  | 1977–1985 | 52     |
| Ioannis Georgalis        | G        | 17. Mai 1983      | 2005      | 5      |
| Vladimiros Giankovits    | F        | 3. März 1990      | seit 2013 | 3      |
| Panagiotis Giannakis     | G        | 1. Januar 1959    | 1976–1996 | 351    |
| Alexis Giannopoulos      | ?        | 2. September 1966 | 1987      | 5      |
| Georgios Giannouzakos    | ?        | 30. Juni 1975     | 1997      | 4      |
| Ioannis Giannoulis       | C        | 5. Juni 1976      | 1994–2004 | 62     |
| Michalis Giannouzakos    | ?        | ?                 | 1970–1979 | 147    |
| Steve Giatzoglou         | G        | ?                 | 1973–1981 | 114    |
| Andreas Glyniadakis      | C        | 26. August 1981   | 2002–2009 | 38     |
| Vasilios Goumas          | ?        | 15. November 1946 | 1967–1975 | 114    |
| Stilianos Gousios        | ?        | ?                 | 1957–1961 | 17     |
| Fotios Gouzgouris        | ?        | 16. Februar 1971  | 1993      | 5      |

### I
| Name                | Position | Geburtsdatum       | Zeitraum  | Spiele |
| ------------------- | -------- | ------------------ | --------- | ------ |
| Michalis Ifantis    | ?        | 28. März 1972      | 1997      | 6      |
| Dimos Ikonomakos    | ?        | 13. Januar 1969    | 1988      | 1      |
| Georgios Ikonomou   | ?        | ?                  | 1959–1965 | 34     |
| Nikos Ikonomou      | F        | 19. Februar 1973   | 1991–2000 | 109    |
| Savas Iliadis       | G        | 6. November 1979   | 2005      | 5      |
| Ioannis Ioannidis   | ?        | 26. Februar 1945   | 1965–1974 | 17     |
| Agamemnon Ioannou   | G        | 15. April 1958     | 1982–1990 | 64     |
| Ioannis Ioannou     | ?        | ?                  | 1962–1963 | 9      |
| Christos Iordanidis | ?        | 24. September 1949 | 1971–1974 | 45     |

### K
| Name                      | Position | Geburtsdatum       | Zeitraum  | Spiele |
| ------------------------- | -------- | ------------------ | --------- | ------ |
| Panagiotis Kafkis         | G        | 8. Mai 1980        | 2005      | 5      |
| Konstantinos Kaimakoglou  | F        | 15. März 1983      | seit 2009 | 78     |
| Eleftherios Kakiousis     | F        | 7. Juni 1968       | 1990–1996 | 44     |
| Michalis Kakiouzis        | F        | 29. November 1976  | 1994–2007 | 115    |
| Giorgos Kalaitzis         | G        | 29. Oktober 1976   | 1997–2001 | 56     |
| Konstantinos Kalampakos   | ?        | 14. November 1964  | 1985–1987 | 11     |
| Ioannis Kalampokis        | G        | 15. August 1978    | 2008–2009 | 16     |
| Entos Kalimeris           | ?        | ?                  | 1946      | 1      |
| Argiris Kampouris         | F        | 24. November 1962  | 1984–1992 | 126    |
| Ioannis Kanakakis         | ?        | ?                  | 1973–1974 | 3      |
| Georgios Karagoutis       | C        | 15. Februar 1976   | 1994–1999 | 25     |
| Alexandros Karalis        | ?        | ?                  | 1951      | 1      |
| Konstantinos Karamanlis   | ?        | ?                  | 1953–1959 | 13     |
| Panagiotis Karatzas       | ?        | 29. Juni 1965      | 1986–1992 | 29     |
| Dimitrios Karatzoulidis   | ?        | ?                  | 1976–1984 | 101    |
| Georgios Kastrinakis      | ?        | 9. Juni 1950       | 1973–1982 | 157    |
| Dimitrios Katsivelis      | G        | 1. Oktober 1991    | seit 2013 | 3      |
| Makis Katsafados          | ?        | ?                  | 1968–1973 | 51     |
| Manthos Katsoulis         | ?        | 9. März 1956       | 1976–1984 | 165    |
| Zacharias Katsoulis       | ?        | 24. Februar 1962   | 1985      | 10     |
| Vasilios Kavadas          | C        | 28. Dezember 1991  | seit 2012 | 15     |
| Christos Kefalis          | ?        | ?                  | 1970–1973 | 10     |
| Vasilios Kikilias         | ?        | 15. Mai 1974       | 1997      | 6      |
| Alexandros Kiritsis       | G        | 18. Mai 1982       | 2006–2009 | 9      |
| Dimitrios Kokolakis       | C        | 11. November 1949  | 1973–1986 | 178    |
| Kimon Kokorogiannis       | ?        | 26. September 1953 | 1977      | 1      |
| Georgios Kolokithas       | ?        | 2. November 1945   | 1962–1971 | 90     |
| Nestoras Kommatos         | G        | 4. Mai 1977        | 2003–2005 | 5      |
| Apostolos Kontos          | F        | 22. November 1947  | 1968–1982 | 114    |
| Alexandros Kontovounisios | ?        | ?                  | 1959–1967 | 67     |
| John Korfas               | G        | 21. August 1962    | 1988–1989 | 9      |
| Panagiotis Koroneos       | ?        | 8. Oktober 1952    | 1972–1981 | 150    |
| Angelos Koronios          | G        | 16. März 1969      | 1988–1999 | 104    |
| Athanasios Kostopoulos    | ?        | ?                  | 1946–1949 | 8      |
| Kostas Koufos             | C        | 24. Februar 1989   | seit 2009 | 40     |
| Artemios Kouvaris         | C        | 17. März 1975      | 2001–2002 | 10     |
| Panagiotis Koukopoulos    | ?        | ?                  | 1959–1960 | 8      |
| Theofanis Koumpouras      | ?        | 8. Dezember 1983   | 2005      | 5      |
| Christos Kountourakis     | ?        | 1. Juli 1968       | 1987–1990 | 10     |
| Takis Kourpas             | ?        | ?                  | 1950      | 1      |
| Nikolaos Koutsalexis      | ?        | ?                  | 1936      | 1      |

### L
| Name                 | Position | Geburtsdatum     | Zeitraum  | Spiele |
| -------------------- | -------- | ---------------- | --------- | ------ |
| Ioannis Lamprou      | ?        | ?                | 1946–1952 | 23     |
| Antonios Lanthimos   | ?        | ?                | 1964–1970 | 9      |
| Aias Laretzakis      | ?        | ?                | 1964–1968 | 52     |
| Miltos Lazaridis     | ?        | ?                | 1972–1976 | 4      |
| Dimitrios Lekkas     | ?        | ?                | 1961–1965 | 10     |
| Georgios Limniatis   | G        | 22. März 1971    | 1993–1997 | 12     |
| Panagiotis Liadelis  | G        | 7. Dezember 1974 | 1995–2000 | 25     |
| Nikolaos Linardos    | ?        | 26. August 1963  | 1985–1987 | 30     |
| Vasilios Lipiridis   | G        | 1. Januar 1967   | 1989–1994 | 35     |
| Evangelos Logothetis | ?        | 12. Januar 1971  | 1991–1993 | 9      |
| Ananias Loulas       | ?        | ?                | 1966      | 1      |

### M
| Name                   | Position | Geburtsdatum      | Zeitraum  | Spiele |
| ---------------------- | -------- | ----------------- | --------- | ------ |
| Konstantinos Maglos    | ?        | 8. Dezember 1975  | 1997–2001 | 7      |
| Takis Maglos           | ?        | ?                 | 1965–1968 | 17     |
| Georgios Makaras       | ?        | 30. Juni 1966     | 1987–1988 | 15     |
| Albert Mallach         | ?        | 21. Mai 1958      | 1982–1983 | 33     |
| Evangelos Mamatziolas  | ?        | 12. November 1971 | 1993      | 6      |
| Panagiotis Manias      | ?        | ?                 | 1951–1957 | 24     |
| Georgios Mantopoulos   | ?        | ?                 | 1940–1947 | 2      |
| Evangelos Mantzaris    | G        | 16. April 1990    | seit 2011 | 28     |
| Nikos Marangos         | ?        | 7. Dezember 1952  | 1973      | 1      |
| Vasilios Markolefas    | ?        | ?                 | 1962–1963 | 7      |
| Dimitrios Marmarinos   | ?        | 14. Mai 1976      | 2001      | 6      |
| Fedon Mattheou         | G        | 12. Juli 1924     | 1949–1957 | 44     |
| Dimitrios Mavroeidis   | C        | 4. Juli 1985      | 2011      | 25     |
| Loukas Mavrokefalidis  | C        | 25. Juli 1984     | 2006–2009 | 20     |
| Georgios Melissinos    | ?        | 16. Dezember 1961 | 1986      | 4      |
| Nikolaos Milas         | ?        | ?                 | 1949–1952 | 8      |
| Ioannis Milonas        | ?        | 27. Juli 1969     | 1990–1994 | 42     |
| Christos Miriounis     | F        | 15. Juni 1971     | 1991–1997 | 21     |
| Dimitrios Misiakos     | ?        | 13. Oktober 1982  | 2001      | 6      |
| Konstantinos Missas    | ?        | 15. August 1953   | 1975–1984 | 45     |
| Konstantinos Moraitis  | ?        | 13. Februar 1970  | 1990–1991 | 9      |
| Georgios Moschos       | ?        | ?                 | 1965      | 1      |
| Aristidis Moumoglou    | ?        | ?                 | 1959-     | -      |
| Konstantinos Mourouzis | ?        | ?                 | 1955–1961 | 24     |

### N
| Name                   | Position | Geburtsdatum      | Zeitraum  | Spiele |
| ---------------------- | -------- | ----------------- | --------- | ------ |
| Ioannis Nannes         | ?        | ?                 | 1936      | 1      |
| Nikolaos Nesiadis      | ?        | ?                 | 1972      | 7      |
| Vasilios Nidriotis     | ?        | ?                 | 1972      | 9      |
| Konstantinos Nikakis   | ?        | 11. November 1973 | 1997      | 2      |
| Evangelos Nikitopoulos | ?        | ?                 | 1956      | 2      |
| Georgios Nikolaidis    | ?        | ?                 | 1946      | 1      |
| Georgios Nikolaidis    | ?        | ?                 | 1940      | 1      |
| Sotirios Nikolaidis    | ?        | 25. Mai 1974      | 1999      | 1      |
| Jack Nikolaidis        | ?        | ?                 | 1946–1947 | 2      |
| Nikolaos Nomikos       | ?        | ?                 | 1946–1949 | 7      |

### P
| Name                       | Position | Geburtsdatum      | Zeitraum  | Spiele |
| -------------------------- | -------- | ----------------- | --------- | ------ |
| Petros Panagiotarakos      | ?        | ?                 | 1962–1969 | 54     |
| Antonios Pantazis          | ?        | ?                 | 1970–1971 | 5      |
| Missas Pantazopoulos       | ?        | ?                 | 1946–1950 | 9      |
| Sarantis Papachristopoulos | F        | 30. Mai 1956      | 1980–1981 | 6      |
| Georgios Papadakos         | ?        | 27. August 1965   | 1990–1993 | 22     |
| Konstantinos Papadimas     | ?        | ?                 | 1951–1955 | 17     |
| Angelos Papadimitriou      | ?        | 21. Oktober 1966  | 1987–1988 | 6      |
| Dimitrios Papadopoulos     | ?        | 22. Juli 1983     | 2007      | 1      |
| Dimitrios Papadopoulos     | F        | 15. August 1966   | 1987–1993 | 67     |
| Lazaros Papadopoulos       | C        | 3. Juni 1980      | 1999–2007 | 103    |
| Charis Papageorgiou        | ?        | 26. März 1953     | 1973–1981 | 81     |
| Ioannis Papagiannis        | ?        | 11. Mai 1968      | 1987–1993 | 26     |
| Pantelis Papaioakim        | ?        | 9. September 1975 | 2001–2002 | 14     |
| Theodoros Papaloukas       | G        | 8. Mai 1977       | 2000–2008 | 131    |
| Georgios Papathanasiou     | ?        | ?                 | 1954–1959 | 2      |
| Emmanouil Papamakarios     | G        | 26. August 1980   | 2002–2006 | 13     |
| Dimitris Papanikolaou      | F        | 7. Februar 1977   | 1996–2005 | 131    |
| Konstantinos Papanikolaou  | F        | 31. Juli 1990     | 2009      | 71     |
| Nikolaos Papanikolopoulos  | G        | 21. April 1979    | 2005      | 5      |
| Andreas Papantoniou        | F        | 12. Januar 1951   | 1975      | 4      |
| Argiris Papapetrou         | F/C      | 21. Februar 1965  | 1984–1994 | 30     |
| Achilleas Papargiriou      | ?        | 13. April 1955    | 1975–1979 | 3      |
| Charis Papazoglou          | ?        | 5. Oktober 1953   | 1975–1976 | 4      |
| Nikolaos Pappas            | G        | 11. Juli 1990     | seit 2012 | 3      |
| Ioannis Paragiios          | ?        | 29. Januar 1959   | 1983      | 3      |
| Vasilios Paramanidis       | ?        | ?                 | 1978–1980 | 31     |
| Konstantinos Parisis       | ?        | 5. Januar 1942    | 1965–1969 | 25     |
| Konstantinos Patavoukas    | G        | 3. Februar 1966   | 1985–1997 | 162    |
| Georgios Pavlidis          | ?        | 3. Februar 1978   | 1997–2001 | 9      |
| Argiris Pedoulakis         | G        | 26. Mai 1964      | 1986–1987 | 17     |
| Michalis Pelekanos         | F        | 25. Mai 1981      | 2002–2008 | 31     |
| Athanasios Peppas          | ?        | ?                 | 1962–1971 | 50     |
| Konstantinos Peppes        | ?        | 31. März 1968     | 1990      | 2      |
| Efstratios Perperoglou     | F        | 7. August 1984    | seit 2007 | 51     |
| Petros Petrakis            | ?        | ?                 | 1960–1961 | 10     |
| Konstantinos Petropoulos   | ?        | 7. Januar 1956    | 1975–1985 | 77     |
| Nikolaos Pitsinos          | ?        | ?                 | 1962      | 2      |
| Dimitrios Podaras          | ?        | 6. Juli 1970      | 1994      | 4      |
| Ioannis Politis            | ?        | ?                 | 1971–1972 | 8      |
| Konstantinos Politis       | G        | 21. März 1942     | 1961–1968 | 41     |
| Nikolaos Poulakidas        | ?        | ?                 | 1954–1960 | 15     |
| Michalis Pournaras         | ?        | 9. September 1973 | 1993–1996 | 5      |
| Georgios Printezis         | F        | 22. Februar 1985  | seit 2008 | 79     |

### R
| Name                | Position | Geburtsdatum    | Zeitraum  | Spiele |
| ------------------- | -------- | --------------- | --------- | ------ |
| Athanasios Rammos   | ?        | 31. Januar 1945 | 1969–1970 | 3      |
| Aris Raftopoulos    | ?        | ?               | 1970–1975 | 93     |
| Efthimios Rentzias  | C        | 11. Januar 1976 | 1992–2003 | 128    |
| Michalis Romanidis  | ?        | 19. Juni 1966   | 1982–1987 | 81     |
| Takis Rossopoulos   | ?        | ?               | 1950      | 1      |
| Aristidis Roumpanis | ?        | ?               | 1951–1957 | 25     |

### S
| Name                   | Position | Geburtsdatum       | Zeitraum  | Spiele |
| ---------------------- | -------- | ------------------ | --------- | ------ |
| Sotirios Sakellariou   | ?        | 13. November 1955  | 1974–1984 | 124    |
| Dimitrios Sampanis     | ?        | 1. März 1961       | 1985      | 4      |
| Georgios Sapoutzakis   | ?        | ?                  | 1936–1940 | 2      |
| Zisis Sarikopoulos     | C        | 31. März 1990      | 2012      | 1      |
| Sofoklis Schortsanitis | C        | 22. Juni 1985      | seit 2002 | 54     |
| Dimitrios Sentoukas    | ?        | ?                  | 1959      | 1      |
| Angelos Siamandouras   | C        | 18. August 1980    | 2005      | 5      |
| Georgios Sigalas       | G        | 31. Juli 1971      | 1993–2003 | 185    |
| Anastasios Simirdanis  | ?        | ?                  | 1962      | 1      |
| Ioannis Sioutis        | G        | 27. Juli 1973      | 1997–2000 | 11     |
| Nikolaos Sismanidis    | ?        | 21. Mai 1945       | 1964–1974 | 87     |
| Diamantis Skondras     | ?        | ?                  | 1977–1978 | 4      |
| Nikolaos Skilalakis    | ?        | ?                  | 1949      | 5      |
| Antonios Skilogiannis  | ?        | ?                  | 1936–1940 | 2      |
| Gaios Skordilis        | C        | 6. Dezember 1987   | 2009      | 4      |
| Konstantinos Sloukas   | G        | 15. Januar 1990    | seit 2011 | 56     |
| Vasilios Soulis        | C        | 24. September 1976 | 1997–1999 | 13     |
| Apostolos Spanos       | ?        | ?                  | 1966–1969 | 16     |
| Alexandros Spanoudakis | G        | ?                  | 1949–1957 | 28     |
| Ioannis Spanoudakis    | G        | ?                  | 1950–1960 | 39     |
| Vasilios Spanoulis     | G        | 7. August 1982     | 2001–2015 | 144    |
| Athanasios Stalios     | ?        | ?                  | 1960      | 6      |
| Antonios Stamatis      | ?        | 5. Januar 1965     | 1990      | 5      |
| Petros Stamelos        | ?        | ?                  | 1968–1975 | 53     |
| Tzanis Stavrakopoulos  | G        | 30. Oktober 1971   | 1993–1995 | 15     |
| Nikolaos Stavropoulos  | ?        | 17. Juni 1959      | 1979–1989 | 103    |
| Dave Stergakos         | C        | 24. Januar 1956    | 1981–1990 | 65     |
| Mimis Stefanidis       | ?        | ?                  | 1951–1957 | 33     |
| Dimitrios Sotiriou     | ?        | 23. Februar 1967   | 1987      | 4      |

### T
| Name                    | Position | Geburtsdatum       | Zeitraum  | Spiele |
| ----------------------- | -------- | ------------------ | --------- | ------ |
| Takis Taliadoros        | ?        | ?                  | 1947–1952 | 31     |
| Konstantinos Tampakis   | ?        | 14. Mai 1972       | 1991–1993 | 6      |
| Christos Tapoutos       | F        | 21. September 1982 | 2001–2005 | 13     |
| Stilianos Tavoularis    | ?        | ?                  | 1961      | 2      |
| Nikolaos Tolias         | ?        | 18. Februar 1966   | 1990      | 5      |
| Georgios Trontzos       | ?        | ?                  | 1963–1974 | 136    |
| Nikolaos Tsagopoulos    | ?        | 3. April 1967      | 1987–1989 | 9      |
| Iakovos Tsakalidis      | C        | 10. Juni 1979      | 1998–2003 | 49     |
| Dimitrios Tsaldaris     | G        | 7. März 1980       | 2008–2009 | 7      |
| Paraskevas Tsantalis    | ?        | ?                  | 1970–1971 | 5      |
| Stamatis Tsapralis      | ?        | 16. November 1964  | 1985–1986 | 11     |
| Konstantinos Tsartsaris | F        | 17. Oktober 1979   | 2000–2010 | 109    |
| Lakis Tsavas            | ?        | 2. Januar 1943     | 1962–1968 | 47     |
| Christos Tsekos         | C        | 4. April 1966      | 1990–1994 | 54     |
| Georgios Tsiakos        | F        | 19. Juli 1982      | 2005      | 5      |
| Ioannis Tsikas          | ?        | ?                  | 1959–1961 | 16     |
| Eleftherios Tsipis      | ?        | ?                  | 1951      | 1      |
| Georgios Tsitouras      | ?        | ?                  | 1965      | 1      |
| Ilias Tsopis            | ?        | 6. Juni 1975       | 1997      | 5      |
| Nikolaos Tsoskounoglou  | ?        | ?                  | 1973      | 1      |

### V
| Name                    | Position | Geburtsdatum     | Zeitraum  | Spiele |
| ----------------------- | -------- | ---------------- | --------- | ------ |
| Stavros Vafopoulos      | ?        | ?                | 1972–1974 | 6      |
| Konstantinos Vasiliadis | G        | 15. März 1984    | seit 2005 | 53     |
| Stelios Vasiliadis      | ?        | ?                | 1963–1970 | 17     |
| Vasilis Vasilopoulos    | ?        | ?                | 1972      | 1      |
| Panagiotis Vasilopoulos | F        | 8. Februar 1984  | seit 2005 | 50     |
| Vasilis Vassis          | ?        | ?                | 1936      | 1      |
| Kiriakos Vidas          | ?        | 7. August 1957   | 1980–1984 | 46     |
| Giorgos Vogiatzis       | ?        | ?                | 1977      | 1 0    |
| Ian Vougioukas          | C        | 31. Mai 1985     | 2009      | 46     |
| Evangelos Vourtzoumis   | G        | 30. Oktober 1969 | 1992–1994 | 8      |

### X
| Name                  | Position | Geburtsdatum   | Zeitraum | Spiele |
| --------------------- | -------- | -------------- | -------- | ------ |
| Vasilios Xanthopoulos | G        | 29. April 1984 | 2011     | 22     |

### Z
| Name                     | Position | Geburtsdatum    | Zeitraum  | Spiele |
| ------------------------ | -------- | --------------- | --------- | ------ |
| Konstantinos Zakinthinos | ?        | ?               | 1976–1977 | 8      |
| Georgios Zannos          | ?        | ?               | 1956      | 2      |
| Ioannis Zerbas           | ?        | ?               | 1972      | 1      |
| Nikolaos Zisis           | G        | 16. August 1983 | seit 2001 | 174    |
| Asterios Zois            | ?        | ?               | 1977–1981 | 20     |
| Christos Zoupas          | ?        | ?               | 1962–1972 | 52     |

## Kader bei Olympischen Spielen
- Olympische Sommerspiele 1952 in Helsinki (17. Platz)

Stiliaos Arvanitis, Themistoklis Cholevas, Ioannis Lamprou, Panagiotis Manias, Fedon Matheou, Nikolaos Milas, Konstantinos Papadimas, Aristidis Roumpanis, Alexandros Spanoudakis, Ioannis Spanoudakis, Mimis Stefanidis, Takis Taliadoros

Trainer: Vladimiros Vallas
- Olympische Sommerspiele 1996 in Atlanta (5. Platz)

Konstantinos Angelids, Fragiskos Alvertis, Theofanis Christodoulou, Efthimios Bakatsias, Panagiotis Fasoulas, Panagiotis Giannakis, Nikos Ikonomou, Eleftherios Kakiousis, Dimitris Papanikolaou, Konstantinos Patavoukas, Efthimios Rentzias, Georgios Sigalas
Trainer: Gerasimos Dendrinos
- Olympische Sommerspiele 2004 in Athen (5. Platz)

Fragiskos Alvertis, Nikolaos Chatzivrettas, Dimitrios Diamantidis, Dimosthenis Dikoudis, Antonios Fotsis, Michalis Kakiouzis, Lazaros Papadopoulos, Theodoros Papaloukas, Dimitris Papanikolaou, Vasilios Spanoulis, Konstantinos Tsartsaris, Nikolaos Zisis
Trainer: Panagiotis Giannakis
- Olympische Sommerspiele 2008 in Peking (5. Platz)

Ioannis Bourousis, Dimitrios Diamantidis, Antonios Fotsis, Andreas Glyniadakis, Theodoros Papaloukas, Michalis Pelekanos, Georgios Printezis, Sofoklis Schortsanitis, Vasilios Spanoulis, Konstantinos Tsartsaris, Panagiotis Vasilopoulos, Nikolaos Zisis
Trainer: Panagiotis Giannakis

## Kader bei Weltmeisterschaften
- 1986 in Spanien (10. Platz)

Liveris Andritsos, Christos Christodoulou, Theofanis Christodoulou, Dimitrios Dimakopoulos, Nikolaos Filippou, Nikos Galis, Panagiotis Giannakis, Argiris Kampouris, Panagiotis Karatzas, Argiris Pedoulakis, Michalis Romanidis, Nikolaos Stavropoulos
Trainer: Konstantinos Politis
- 1990 in Argentinien (6. Platz)

Liveris Andritsos, Theofanis Christodoulou, Panagiotis Fasoulas, Athanasios Galakteros, Georgios Gasparis, Panagiotis Giannakis, Agamemnon Ioannou, Argiris Kampouris, Vasilios Lipiridis, Dimitrios Papadopoulos (* 1966), Konstantinos Patavoukas, Dave Stergakos
Trainer: Efthimios Kioumourtzoglou
- 1994 in Kanada (4. Platz)

Theofanis Christodoulou, Efthimios Bakatsias, Nikolaos Boudouris Panagiotis Fasoulas, Athanasios Galakteros, Panagiotis Giannakis, Ioannis Milonas, Argiris Papapetrou, Konstantinos Patavoukas, Efthimios Rentzias, Georgios Sigalas, Christos Tsekos
Trainer: Gerasimos Dendrinos
- 1998 in Griechenland (4. Platz)

Fragiskos Alvertis, Georgios Balogiannis, Nikolaos Boudouris, Panagiotis Fasoulas, Nikos Ikonomou, Giorgos Kalaitzis, Georgios Karagoutis, Angelos Koronios, Dimitris Papanikolaou, Efthimios Rentzias, Georgios Sigalas, Iakovos Tsakalidis
Trainer: Panagiotis Giannakis
- 2006 in Japan (2. Platz)

Nikolaos Chatzivrettas, Dimitrios Diamantidis, Dimosthenis Dikoudis, Antonios Fotsis, Michalis Kakiouzis, Lazaros Papadopoulos, Theodoros Papaloukas, Sofoklis Schortsanitis, Vasilios Spanoulis, Konstantinos Tsartsaris, Panagiotis Vasilopoulos, Nikolaos Zisis
Trainer: Panagiotis Giannakis
- 2010 in Türkei (11. Platz)

Ioannis Bourousis, Nick Calathes, Dimitrios Diamantidis, Antonios Fotsis, Konstantinos Kaimakoglou, Efstratios Perperoglou, Georgios Printezis, Sofoklis Schortsanitis, Vasilios Spanoulis, Konstantinos Tsartsaris, Ian Vougioukas, Nikolaos Zisis
Trainer: Jonas Kazlauskas
- 2014 in Spanien (9. Platz)

Giannis Antetokounmpo, Ioannis Bourousis, Nick Calathes, Andreas Glyniadakis, Konstantinos Kaimakoglou, Evangelos Mantzaris, Konstantinos Papanikolaou, Georgios Printezis, Konstantinos Sloukas, Konstantinos Vasileiadis, Ian Vougioukas, Nikolaos Zisis
Trainer: Fotis Katsikaris

## Kader bei Europameisterschaften
- 1949 in Ägypten (3. Platz)

Alexandros Apostolidis, Sokratis Apostolidis, Stiliaos Arvanitis, Athanasios Kostopoulos, Ioannis Lamprou, Fedon Mattheou, Nikolaos Milas, Nikolaos Nomikos, Missas Pantazopoulos, Nikolaos Skilakakis, Alekos Spanoudakis, Takis Taliadoros

Trainer: Vladimiros Vallas
- 1951 in Frankreich (8. Platz)

Alexandros Apostolidis, Stiliaos Arvanitis, Themistoklis Cholevas, Ioannis Lamprou, Panagiotis Manias, Fedon Mattheou, Nikolaos Milas, Aristidis Roumpanis, Alexandros Spanoudakis, Ioannis Spanoudakis, Mimis Stefanidis, Takis Taliadoros

Trainer: Vladimiros Vallas
- 1961 in Jugoslawien (17. Platz)

Nikitas Alimprantis, Giorgos Amerikanos, Ioannis Bousios, Nikolaos Chalas, Antonios Christeas, Stilianos Gousios, Georgios Ikonomou, Alexandros Kontovounisios, Dimitrios Lekkas, Konstantinos Mourouzis, Konstantinos Politis, Ioannis Tsikas

Trainer: Fedon Mattheou
- 1965 in der Sowjetunion (8. Platz)

Giorgos Amerikanos, Georgios Barlas, Andreas Chaikalis, Georgios Kolokithas, Alexandros Kontovounisios, Aias Laretzakis, Dimitrios Lekkas, Takis Maglos, Petros Panagiotarakos, Konstantinos Politis, Nikolaos Sismanidis, Georgios Trontzos

Trainer: Fedon Mattheou
- 1967 in Finnland (12. Platz)

Georgios Barlas, Efstratios Bazios, Andreas Chaikalis, Konstantinos Diamantopoulos, Vasilios Goumas, Georgios Kolokithas, Aias Laretzakis, Takis Maglos, Konstantinos Politis, Georgios Trontzos, Lakis Tsavas, Christos Zoupas

Trainer: Missas Pantazopoulos
- 1969 in Italien (10. Platz)

Georgios Barlas, Andreas Chaikalis, Athanasios Christoforou, Konstantinos Diamantopoulos, Vasilios Goumas, Makis Katsafados, Georgios Kolokithas, Athanasios Peppas, Nikolaos Sismanidis, Apostolos Spanos, Georgios Trontzos, Christos Zoupas

Trainer: Fedon Mattheou
- 1973 in Spanien (11. Platz)

Michalis Giannouzakos, Steve Giatzoglou, Vasilios Goumas, Christos Iordanidis, Georgios Kastrinakis, Christos Kefalos, Apostolos Kontos, Charis Papageorgiou, Aris Raftopoulos, Nikolaos Sismanidis, Pavlos Stamelos, Georgios Trontzos

Trainer: Konstantinos Mourouzis
- 1975 in Jugoslawien (12. Platz)

Pavlos Diakoulas, Dimitrios Fosses, Michalis Giannouzakos, Steve Giatzoglou, Vasilios Goumas, Georgios Kastrinakis, Dimitrios Kokolakis, Apostolos Kontos, Panagiotis Koroneos, Charis Papageorgiou, Aris Raftopoulos, Sotirios Sakellariou

Trainer: Evangelos Nikitopoulos
- 1979 in Italien (9. Platz)

Minas Gekos, Panagiotis Giannakis, Steve Giatzoglou, Michalis Giannouzakos, Manthos Katsoulis, Dimitrios Karatzoulidis, Giorgos Kastrinakis, Dimitrios Kokolakis, Panagiotis Koroneos, Charis Papageorgiou, Vasilios Paramanidis, Sotirios Sakellariou

Trainer: Richard Dukeshire
- 1981 in der Tschechoslowakei (9. Platz)

Liveris Andritsos, Nikos Galis, Panagiotis Giannakis, Dimitris Karatzoulidis, Georgios Kastrinakis, Manthos Katsoulis, Dimitrios Kokolakis, Panagiotis Koroneos, Vasilios Paramanidis, Konstantinos Petropoulos, Kiriakos Vidas, Asterios Zois

Trainer: Ioannis Ioannidis
- 1983 in Frankreich (11. Platz)

Evangelos Alexandris, Liveris Andritsos, Panagiotis Fasoulas, Nikos Galis, Minas Gekos, Panagiotis Giannakis, Manthos Katsoulis, Dimitrios Kokolakis, Albert Mallach, Ioannis Paragios, Michalis Romanidis, Nikolaos Stavropoulos

Trainer: Konstantinos Politis
- 1987 in Griechenland (1. Platz)

Liveris Andritsos, Theofanis Christodoulou, Panagiotis Fasoulas, Nikolaos Filippou, Nikos Galis, Panagiotis Giannakis, Agamemnon Ioannou, Argiris Kampouris, Panagiotis Karatzas, Nikolaos Linardos, Michalis Romanidis, Nikolaos Stavropoulos

Trainer: Konstantinos Politis
- 1989 in Jugoslawien (2. Platz)

Liveris Andritsos, Konstantinos Angelidis, Theofanis Christodoulou, Panagiotis Fasoulas, Nikos Filippou, Nikos Galis, Panagiotis Giannakis, Argiris Kampouris, John Korfas, Dimitrios Papadopoulos, Konstantinos Patavoukas, David Stergakos

Trainer: Efthimios Kioumourtzoglou
- 1991 in Italien (5. Platz)

Liveris Andritsos, Konstantinos Angelidis, Panagiotis Fasoulas, Nikos Galis, Georgios Gasparis, Panagiotis Giannakis, Argiris Kampouris, Vasilios Lipiridis, Ioanns Milonas, Georgios Papadakos, Dimitrios Papadopoulos, Konstantinos Patavoukas

Trainer: Efthimios Kioumourtzoglou
- 1993 in Deutschland (4. Platz)

Efthimios Bakatsias, Georgios Bosganas, Theofanis Christodoulou, Panagiotis Fasoulas, Athanasios Galakteros, Panagiotis Giannakis, Nikos Ikonomou, Eleftherios Kakiousis, Ioannis Papagiannis, Konstantinos Patavoukas, Giorgos Sigalas, Christos Tsekos

Trainer: Efthimios Kioumourtzoglou
- 1995 in Griechenland (4. Platz)

Fragiskos Alvertis, Konstantinos Angelidis, Efthimios Bakatsias, Theofanis Christodoulou, Panagiotis Fasoulas, Panagiotis Giannakis, Nikos Ikonomou, Eleftherios Kakiousis, Konstantinos Patavoukas, Efthimios Rentzias, Georgios Sigalas, Tzanis Stavrakopoulos

Trainer: Gerasimos Dendrinos
- 1997 in Spanien (4. Platz)

Fragiskos Alvertis, Nikolaos Boudouris, Theofanis Christodoulou, Ioannis Giannoulis, Nikos Ikonomou, Giorgos Kalaitzis, Angelos Koronios, Christos Miriounis, Dimitris Papanikolaou, Konstantinos Patavoukas, Efthimios Rentzias, Georgios Sigalas

Trainer: Panagiotis Giannakis
- 1999 in Frankreich (16. Platz)

Fragiskos Alvertis, Georgios Balogiannis, Nikolaos Boudouris, Ioannis Giannoulis, Michalis Kakiouzis, Giorgos Kalaitzis, Georgios Karagoutis, Angelos Koronios, Dimitris Papanikolaou, Georgios Sigalas, Vasilios Soulis, Iakovos Tsakalidis

Trainer: Konstantinos  Petropoulos
- 2001 in Türkei (9. Platz)

Fragiskos Alvertis, Nikolaos Chatzivrettas, Dimosthenis Dikoudis, Antonios Fotsis, Ioannis Giannoulis, Michalis Kakiouzis, Giorgos Kalaitzis, Lazaros Papadopoulos, Theodoros Papaloukas, Dimitris Papanikolaou, Efthimios Rentzias, Georgios Sigalas

Trainer: Konstantinos  Petropoulos
- 2003 in Schweden (5. Platz)

Fragiskos Alvertis, Christos Charisis, Nikolaos Chatzivrettas, Dimitrios Diamantidis, Dimosthenis Dikoudis, Antonios Fotsis, Michalis Kakiouzis, Theodoros Papaloukas, Dimitris Papanikolaou, Efthimios Rentzias, Georgios Sigalas, Iakovos Tsakalidis

Trainer: Ioannis Ioannidis
- 2005 in Serbien und Montenegro (1. Platz)

Ioannis Bourousis, Nikolaos Chatzivrettas, Dimitrios Diamantidis, Dimosthenis Dikoudis, Antonios Fotsis, Michalis Kakiouzis, Lazaros Papadopoulos, Theodoros Papaloukas, Vasilios Spanoulis, Konstantinos Tsartsaris, Panagiotis Vasilopoulos, Nikolaos Zisis

Trainer: Panagiotis Giannakis
- 2007 in Spanien (4. Platz)

Ioannis Bourousis, Nikolaos Chatzivrettas, Dimitrios Diamantidis, Dimosthenis Dikoudis, Michalis Kakiouzis, Lazaros Papadopoulos, Theodoros Papaloukas, Michalis Pelekanos, Vasilios Spanoulis, Konstantinos Tsartsaris, Panagiotis Vasilopoulos, Nikolaos Zisis

Trainer: Panagiotis Giannakis
- 2009 in Polen (3. Platz)

Ioannis Bourousis, Nick Calathes, Antonios Fotsis, Andreas Glyniadakis, Konstantinos Kaimakoglou, Ioannis Kalampokis, Kosta Koufos, Efstratios Perperoglou, Georgios Printezis, Sofoklis Schortsanitis, Vasilios Spanoulis, Nikolaos Zisis

Trainer: Jonas Kazlauskas
- 2011 in Litauen (6. Platz)

Ioannis Bourousis, Michael Bramos, Nick Calathes, Antonios Fotsis, Konstantinos Kaimakoglou, Kosta Koufos, Dimitrios Mavroeidis, Konstantinos Papanikolaou, Konstantinos Sloukas, Konstantinos Vasileiadis, Vasilios Xanthopoulos, Nikolaos Zisis

Trainer: Ilias Zouros
- 2013 in Slowenien (11. Platz)

Ioannis Bourousis, Michael Bramos, Antonios Fotsis, Konstantinos Kaimakoglou, Vasilis Kavvadas, Konstantinos Papanikolaou, Efstratios Perperoglou, Georgios Printezis, Loukas Mavrokefalidis, Konstantinos Sloukas, Vasilios Spanoulis, Nikolaos Zisis

Trainer: Andrea Trinchieri
- 2015 in Kroatien / Frankreich (5. Platz)

Giannis Antetokounmpo, Ioannis Bourousis, Nick Calathes, Konstantinos Kaimakoglou, Kostas Koufos, Konstantinos Papanikolaou, Efstratios Perperoglou, Georgios Printezis, Evangelos Mantzaris, Konstantinos Sloukas, Vasilios Spanoulis, Nikolaos Zisis

Trainer: Fotis Katsikaris
- 2017 in Finnland / Türkei (8. Platz)

Nick Calathes, Ioannis Bourousis, Kostas Sloukas, Nikos Pappas, Georgios Papagiannis, Georgios Printezis,  Kostas Papanikolaou, Evangelos Mantzaris, Dimitrios Agravanis, Ioannis Papapetrou, Georgios Bogris, Thanasis Antetokounmpo
Trainer: Konstantinos Missas

## Quelle
- Statistiken auf www.basket.gr